# Majer Bersohn

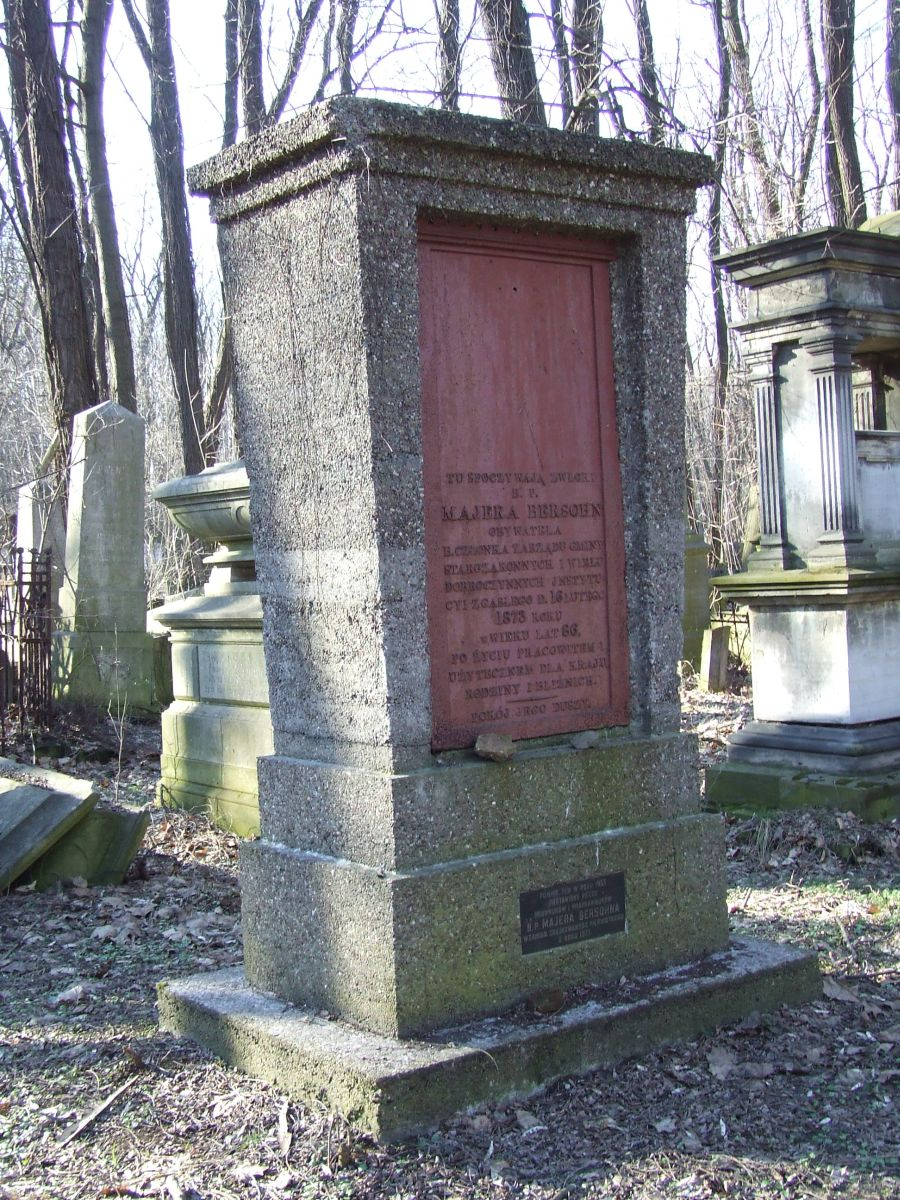
Grób Majera Bersohna na cmentarzu żydowskim przy ulicy Okopowej w Warszawie

Majer Bersohn (ur. 1787, zm. 16 lutego 1873 w Warszawie) – polski bankier, przedsiębiorca, działacz społeczny i filantrop żydowskiego pochodzenia, protoplasta rodziny Bersohnów.

## Życiorys
Na początku lat 30. XIX wieku wraz z innymi żydowskimi przedsiębiorcami uzyskał od cara Mikołaja I Romanowa przywilej nabywania majątków ziemskich. Posiadając duże środki finansowe, nabył wiele nieruchomości w Warszawie oraz zakupił wsie: Boglewice, Osiny i Wolę Boglewską. Działał jako społecznik i filantrop. Wspomagał finansowo Warszawską Szkołę Rabinów oraz Szpital Starozakonnych. Od 1842 był członkiem warszawskiego Dozoru Bóżniczego oraz Domu Schronienia Ubogich i Sierot Starozakonnych.
16 maja 1872 sporządził testament, w którym zapisał 50 tysięcy rubli jako fundusz wieczysty dla instytucji dobroczynnej pod nazwą Szpital dla dzieci żydowskich fundacji Majera i Chai z Szymanów Bersohn. Zastrzegł w nim aby 20 tysięcy rubli zostało zużyte na zakupienie nieruchomości i urządzenie w niej szpitala mogącego przyjąć jednorazowo 25 dzieci. Pozostała kwota miała być zabezpieczona na trzech nieruchomościach, a oprocentowanie w wysokości 5% od dnia śmierci testatora miało pokrywać koszty utrzymania szpitala. Jego wolą było także, aby w dzieło to włączyła się jego córka Paulina Bauman (1816–1912) wraz z mężem Salomonem Baumanem. Postawił jednak warunek – ofiarowanie 30 tysięcy rubli na budowę i utrzymanie szpitala – jaki musieli spełnić, by ich nazwisko znalazło się w nazwie szpitala.
Majer Bersohn zapisał także znaczną sumę Gminie Żydowskiej, aby wykorzystała je na stypendia dla ubogich studentów medycyny Uniwersytetu Warszawskiego, uczniów gimnazjów, a także na zapomogi dla niezamożnych kupców i na posagi dla biednych narzeczonych. Zastrzegł, aby czwarta część była przeznaczona dla chrześcijan.
Z małżeństwa z Chają z domu Szyman (1796–1855) miał sześcioro dzieci: Zygmunta (1814–1864, którego córka Ludwika (1851–1927) była żoną Hipolita Wawelberga), Paulinę (żonę Salomona Baumana, 1816–1912), Rebekę (1820–1825), Mathiasa (1824–1908), Ludwikę (żonę Ludwika Natansona, 1826–1849) i Jana (1829–1913).
Zmarł w Warszawie. Jest pochowany na cmentarzu żydowskim przy ulicy Okopowej (kwatera 26, rząd 2).
W lutym 1874 nastąpiło zatwierdzenie legatu Majera Bersohna, a statutu Szpitala Dziecięcego im. Bersohnów i Baumanów w 1876 r.